# Макэлрой, Венди
Венди Ма́кэлрой (англ. Wendy McElroy; род. 1951) — канадская индивидуалистическая анархистка и феминистка. Наряду с Карлом Уотнером и Джорджем Смитом является одним из основателей издания «The Voluntaryist» (1982 г.).

## Политические воззрения
Среди феминисток она идентифицирует себя как сексуально-либеральную: защищает доступность порнографии и осуждает кампании по борьбе с порнографией. Она также выступает с резкой критикой «политики нравов», в частности к насаждению нетерпимых правил поведения в школах, которые она считает «слишком широкими и расплывчатыми», мешающими исследовать вопрос в нужной степени для выработки ответственных решений.
Объясняя свою позицию по отношению к капитализму, она говорит, что имеет «личные предпочтения к капитализму, как к наиболее продуктивной, справедливой и разумной экономической системе на планете», но также признает, что свободный рынок позволяет использовать множество других систем столь же хорошо. Она утверждает, что хотела бы общества с «не обязательно капиталистической, но свободно-рыночной системой, в которой каждый может свободно выбирать сам, что он желает сделать с собой и с продуктами своего труда». Таким образом, она называет себя не «капиталистом», а «свободным рыночником».
По её словам, именно благодаря книге Мюррея Ротбарда «Человек, экономика и государство» с ней случилось «полное превращение из пропагандиста минимального правительства в пожизненного сторонника анархо-индивидуалистической традиции».
МакЭлрой выступает в защиту проекта WikiLeaks и лично его основателя Джулиана Ассанжа.

## Труды
- National Identification Systems: Essays in Opposition, by Carl Watner, Wendy McElroy, January 1, 2004 ISBN 0-7864-1595-9
- Debates of Liberty: An Overview of Individualist Anarchism, 1881—1908, February 1, 2003 ISBN 0-7391-0473-X
- Liberty for Women: Freedom and Feminism in the Twenty-First Century, May 1, 2002 ISBN 1-56663-435-0
- Sexual Correctness: The Gender-Feminist Attack on Women, June 2001
- Dissenting Electorate: Those Who Refuse to Vote and the Legitimacy of Their Opposition by Carl Watner, Wendy McElroy, January 1, 2001
- Individualist Feminism of the Nineteenth Century: Collected Writings and Biographical Profiles, January 1, 2001
- Queen Silver : The Godless Girl (Women’s Studies (Amherst, N.Y.) by Wendy McElroy, Queen Selections Silver, December 1, 1999

McElroy wrote Queen Silver: The Godless Girl about her friend Queen Selections Silver. Silver was a left-wing anarchist, but despite vigorous political difference, the two remained close.
- Freedom, Feminism, and the State by Wendy McElroy, Lewis Perry, February 1, 1999
- The Reasonable Woman: A Guide to Intellectual Survival, April 1, 1998
- XXX: A Woman’s Right to Pornography by Wendy McElroy, Prelude Pr, 1995, ISBN 0-312-13626-9
- Liberty, 1881—1908: A Comprehensive Index, January 1982